# Лабатлан
Лабатлан (мађ. Lábatlan) град је у Мађарској. Лабатлан је град у оквиру жупаније Комаром-Естергом.

## Географија

### Локација
Град се налази у жупанији Комаром-Естергом и лежи уз Дунав, поред старе руте Будимпешта-Беч (тренутно аутопут 10) и железничке пруге Естергом-Алмашфизито, између Њергешујфалуа и Шитеа. Њен југоисточни сусед је Бајот, који је повезан путем 1126.
Године 1950. Лабатлан је спојен са селом Писке. По предању, село Писке се звало Дуна Недеце, које је касније промењено у садашње име. Не може се поуздано утврдити ни порекло имена Лабатлан. Према предању, витез по имену Ђерђ Лабатлан, који је изгубио полни орган у рату, можда је био први власник овде. Постоји и верзија да је овде живео пустињак без ногу.
Насеље се некада састојало од два села: Лабатлан (Lábatlan) и Писке (Piszke) (немачки Fischern) .

## Историја
Најраније документовано помињање нассеља датира из 1267. године, када је краљ Бела IV поклонио 18 плугова земље у Лабатлану Миклошу из породице Зовард, свом главном коњанику. Поред Лабатлана, господар Миклош је стекао и поседе у околини: 1295. године купио је и имање Удварнок. Године 1300. Миклош, син Андраша из суседне породице Баштели, напао је и опљачкао Удварнок, због чега су Зовардови изашли на суд и, на основу пресуде суђења, као надокнаду добили имања Шараш, Бајна и Виган. Године 1322, за време владавине краља Кароља Роберта, један од чланова клана, Миклош и његов брат по имену Петар, били су осумњичени за кривично дело фалсификовања, па је краљ осудио клан на „губитак имовине“. Њихова имовина је делимично враћена тек деценијама касније.
Насеље је почело да се развија од почетка 14. века, а становништво је расло. Захваљујући близини трговачких путева, становници села су могли да се укључе у производњу пијачне робе. Године 1440. данашња реформирана црква је већ стајала на рушевинама цркве из ере Арпад. У 17. и 18. веку породица Недецки је задржала већину у Лабатлану и Карви.

## Становништво
Током пописа из 2011. године, 84,8% становника се изјаснило као Мађари, 1,5% као Ром, 1% као Немци и 0,2% као Румуни (15,1% се није изјаснило). 
Верска дистрибуција је била следећа: римокатолици 32,7%, реформисани 11,3%, лутерани 0,6%, гркокатолици 0,3%, неконфесионални 23,6% (30,9% се није изјаснило).